# Agrární val

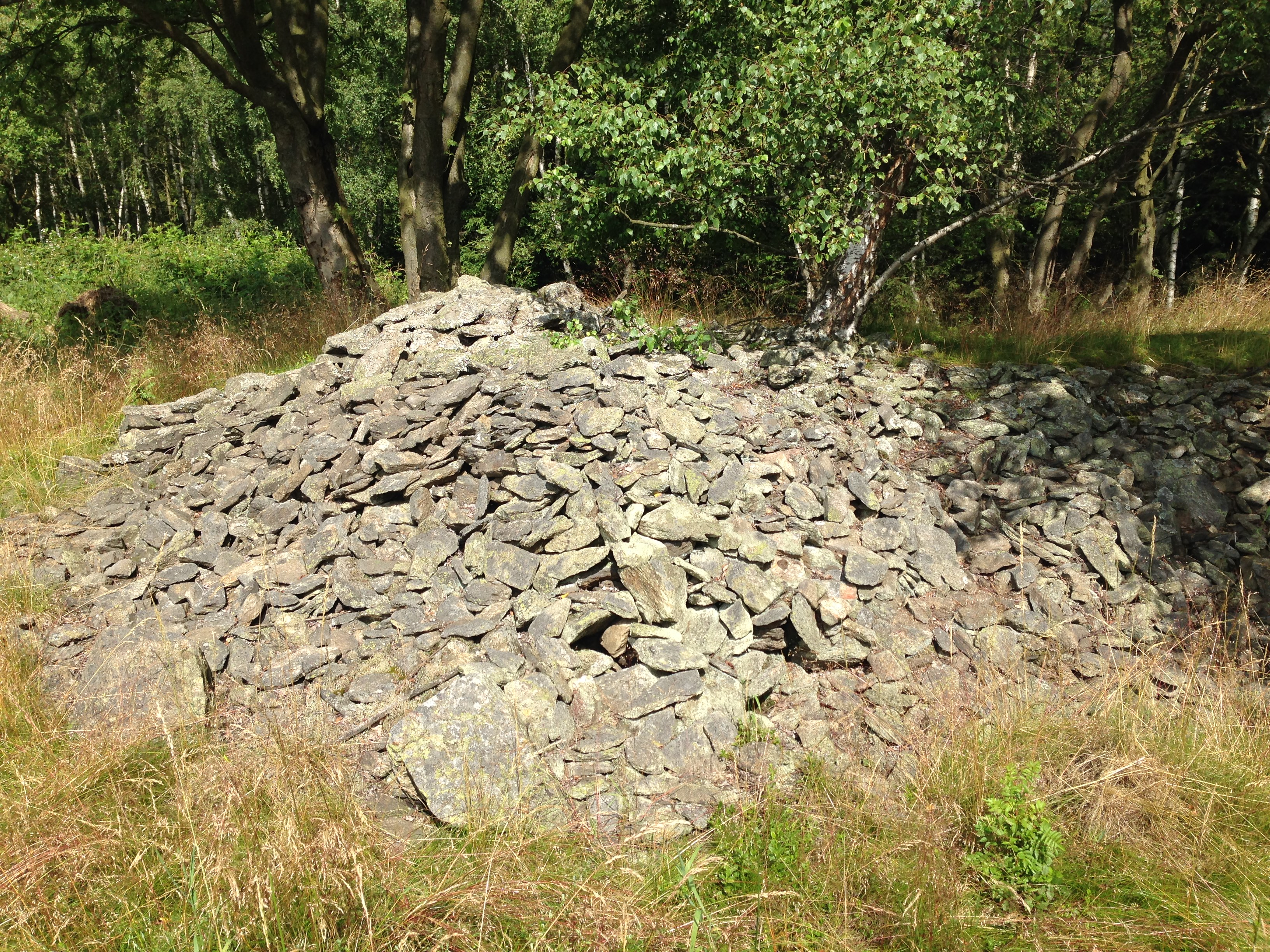
Agrární val v Krušných horách mezi Krásným Lesem a Petrovicemi v Ústeckém kraji

Agrární val (někdy též kamenice nebo kamenný snos) je antropogenní forma reliéfu konvexního liniového tvaru, vzniklá dlouhodobým ukládáním kamení vysbíraného z polí na jednom místě v různě dlouhé, široké a vysoké valy. Existují dva typy, a to volně vršené a zarovnané.

## Charakteristika
Zakládání agrárních valů vedlo ke snižování obsahu kamení v ornici, a tím pádem k snazšímu obhospodařování polí. Mají však i řadu dalších funkcí: „zvyšují substrátovou a morfologickou rozmanitost území, jsou specifickým ekotopem pro rozmanitá rostlinná a živočišná společenstva, vypovídají o horninovém složení lokality, plní protierozní funkci, mají vysokou estetickou hodnotu, spoluutvářejí krajinný ráz a jsou hmotnými doklady lidské práce v minulosti za zcela odlišných technických, ekonomických i sociálních podmínek“.

## Agrární valy v Česku a Německu
V Česku se agrární valy nachází především v Krušných horách, Verneřickém středohoří a na severním Lounsku. V 50. až 70. letech 20. století byla část agrárních valů v Československu zničena v důsledku kolektivizace zemědělství.

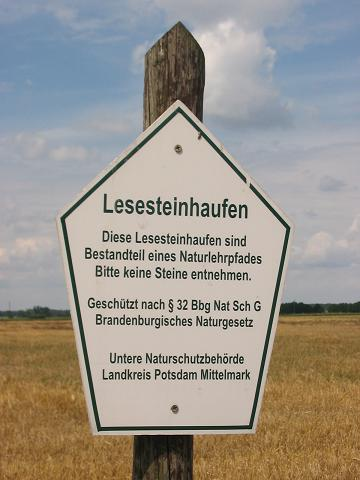
Cedule v chráněném ptačím území Rietzer See v Braniborsku

V německých spolkových zemích Braniborsko, Durynsko a Meklenbursko-Přední Pomořansko jsou tyto cenné biotopy chráněny zákonem, jejich poškození či rozebírání je trestáno pokutou od 10 000 do 100 000 eur.
Způsobem vzniku podobnou antropogenní formou reliéfu jsou agrární haldy (někdy taky hromadnice), které ale mají tvar bodový a nikoliv liniový.

## Kultura
Za agrární val se dá považovat například hromada kamení (resp. zbytek pozemku s velkým množstvím kamení) v románu Gottfrieda Kellera Romeo a Julie na vsi, která vznikla tak, že dva sedláci si postupně každoročním rozoráním další části postupně přivlastňovali pozemek mezi nimi, který jim původně nepatřil.